# Niederhausbergen
Niederhausbergen ist eine französische Gemeinde mit 1673 Einwohnern (Stand 1. Januar 2021) im Département Bas-Rhin in der Region Grand Est (bis 2015 Elsass).

## Lage
Die Gemeinde Niederhausbergen liegt sechs Kilometer nordwestlich von Straßburg. Umgeben wird Niederhausbergen von den Nachbargemeinden Mundolsheim im Norden, Souffelweyersheim im Nordosten, Bischheim im Osten, Schiltigheim im Südosten, Mittelhausbergen im Südwesten sowie Griesheim-sur-Souffel im Nordwesten.

## Bevölkerungsentwicklung
| Jahr                       | 1962 | 1968 | 1975 | 1982 | 1990 | 1999 | 2006 | 2013 | 2021 |
| Einwohner                  | 537  | 666  | 753  | 790  | 1212 | 1380 | 1352 | 1394 | 1673 |
| Quellen: Cassini und INSEE |      |      |      |      |      |      |      |      |      |

## Sehenswürdigkeiten
- Das Fort Maréchal Foch wurde zwischen 1871 und 1914 als Teil des Festungsgürtels Straßburg konstruiert und 1918 für die Maginot-Linie restauriert.
- Kapelle Saint-Antoine
- Wasserturm

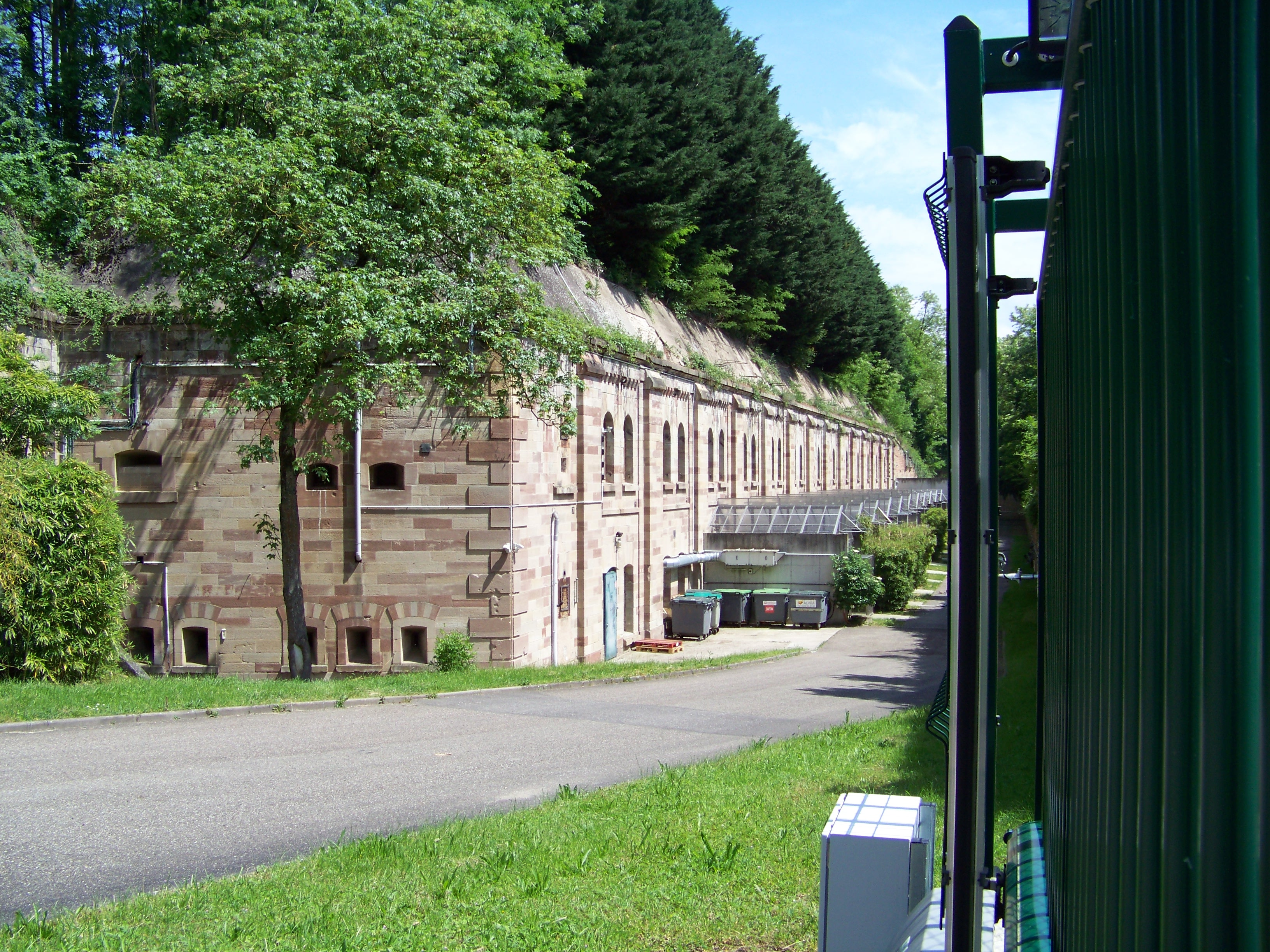
Fort Foch
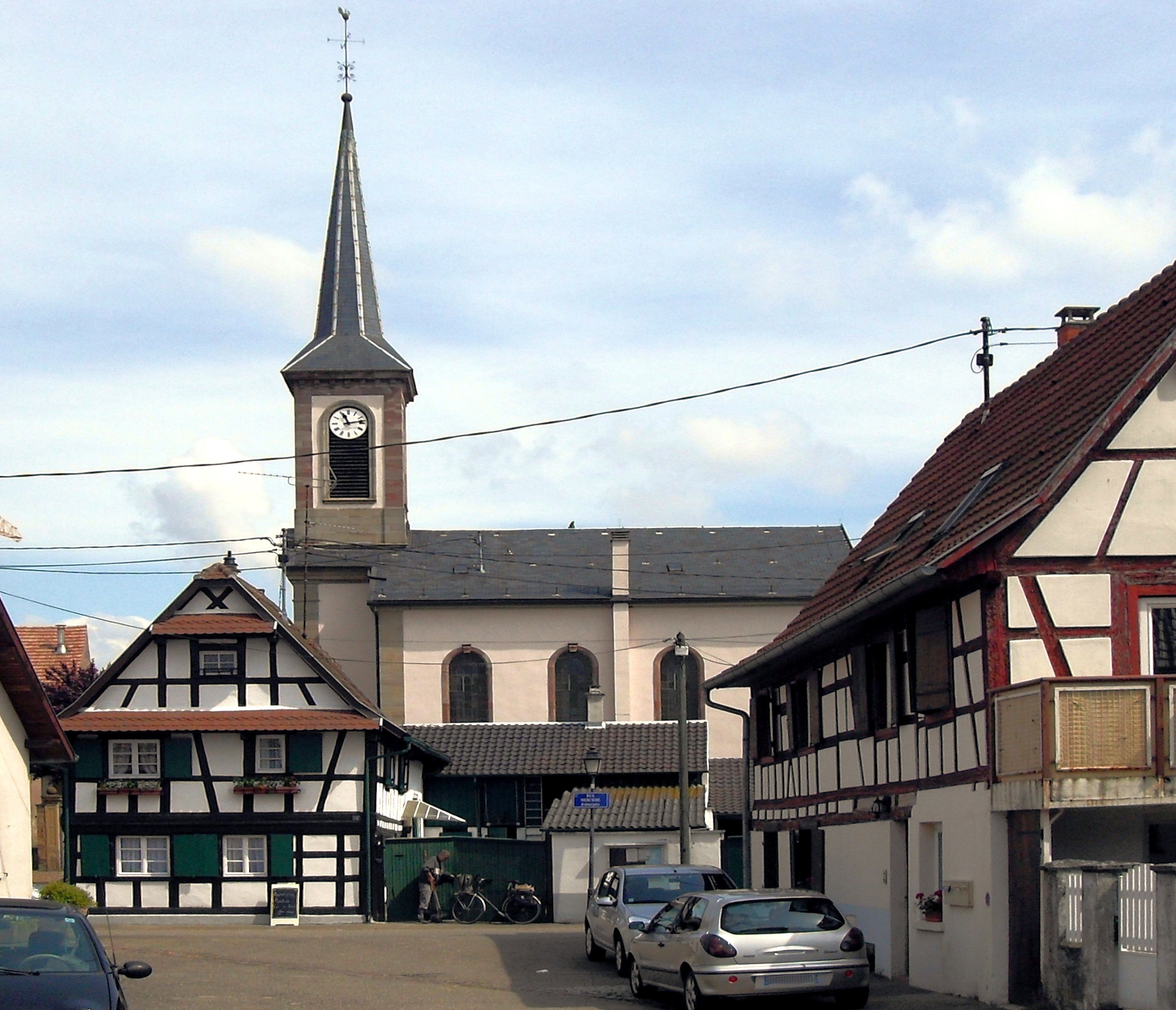
Protestantische Kirche
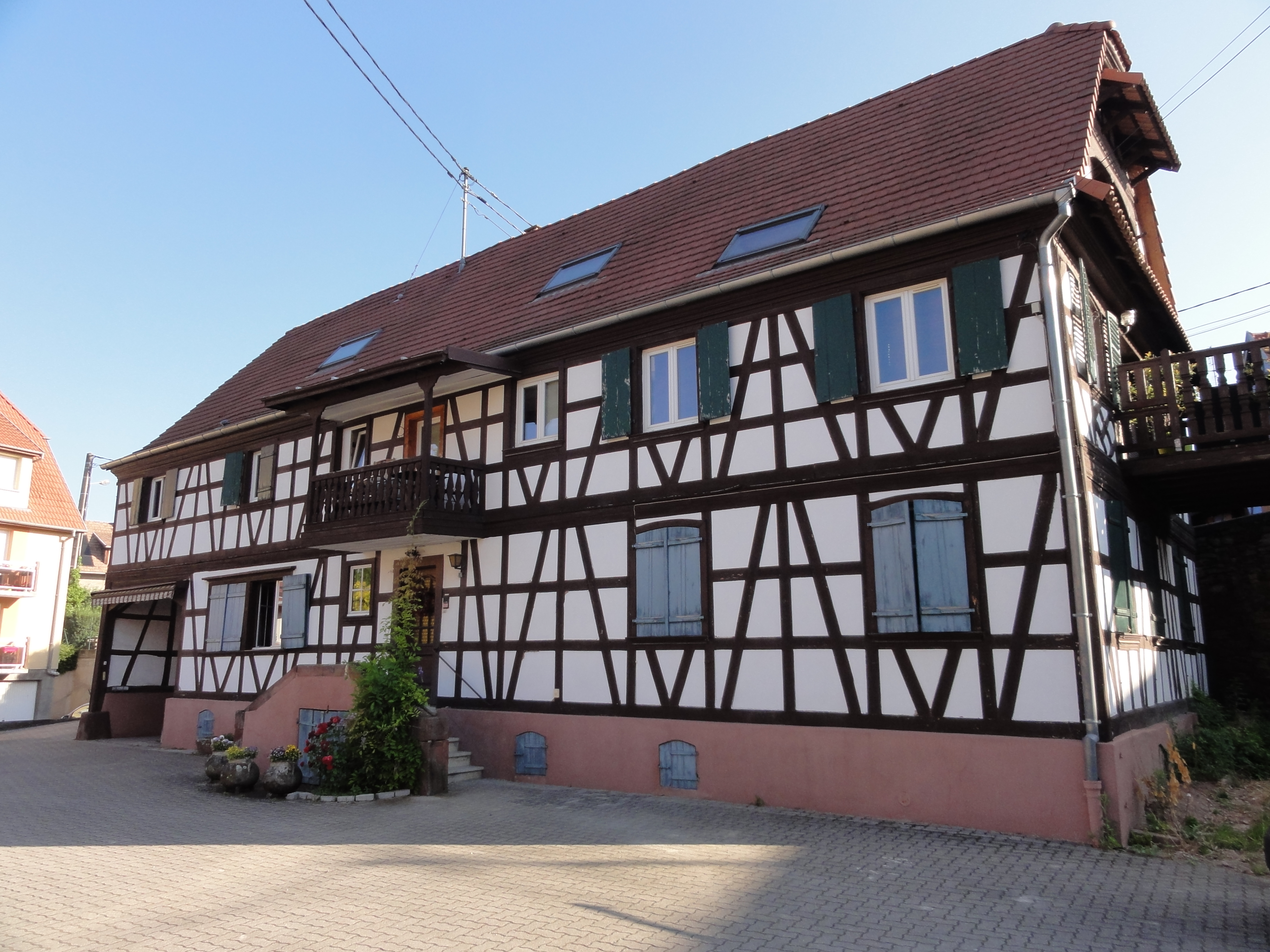
Eines der zahlreichen Fachwerkhäuser in Niederhausbergen

## Wirtschaft und Infrastruktur
In Niederhausbergen befindet sich mit dem Zentrum für das Studium der Primatologie eine Zweigstelle der Universität Straßburg.

## Persönlichkeiten
- Georg Wolf (* 1882 in Niederhausbergen; † 1962 in Uelzen), Maler der Düsseldorfer Schule